# Talara
Talara è una città del Perù, situata nella regione di Piura, capoluogo della provincia di Talara.